# Kręski Młyn
Kręski Młyn – osada kociewska w Polsce położona w województwie pomorskim, w powiecie starogardzkim, w gminie Starogard Gdański.
W latach 1975–1998 miejscowość administracyjnie należała do województwa gdańskiego.